# Hamburg-Uhlenhorst
Hamburg-Uhlenhorst is een stadsdeel van Hamburg-Nord, een district van de Duitse stad Hamburg, en heeft ongeveer 16500 inwoners.

## Ligging
Uhlenhorst ligt ten oosten van het Alstermeer, tussen de mondingen van de Osterbek en de Eilbek. Het geografisch middelpunt van Hamburg zou zich in het zuiden van de Uhlenhorst bevinden.

## Geschiedenis
De plaats werd voor het eerst vermeld als Papenhude in 1256. Toen was het een aanlegplaats voor vrachtboten aan de Alster. Het gebied bestond voornamelijk uit drassige weilanden en moest eerst opgehoogd worden voor het voor bebouwing in aanmerking kwam.
De naam Uhlenhorst ("Uilennest") werd vanaf 1608 gebruikt en verwees naar een verlaten gebouw aan de Alster waarin uilen huisden. Voor de afwatering werden het Hofwegkanaal, het Winterhudekanaal en het eerste deel van het Osterbekkanaal aangelegd.
In 1892 vond op de Uhlenhorst het eerste internationale tennistornooi van Duitsland plaats, op de terreinen van de schaatsbaan.
In 1894 werd het officieel een stadsdeel van Hamburg. In 1937 werd een deel van Uhlenhorst bij het stadsdeel Barmbek-Süd gevoegd.
Voor de Tweede Wereldoorlog was het Uhlenhorster Fährhaus (veerhuis) een geliefde plaats voor een uitstapje. Het werd in de oorlog vernield en niet meer herbouwd.

## Bezienswaardigheden

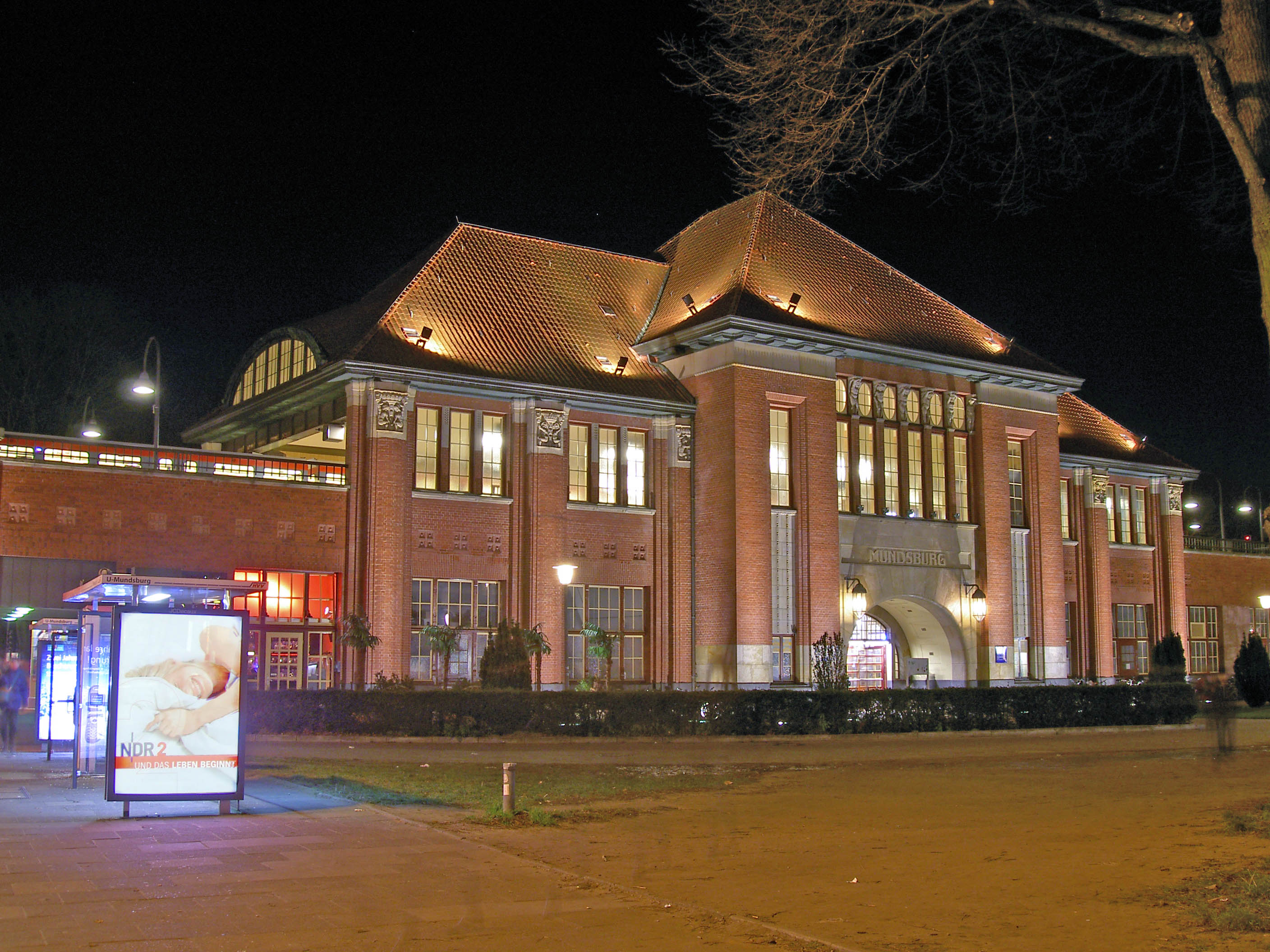
Metrostation (U-Bahn) Mundsburg

- het metrostation Mundsburg uit 1912
- de neogotische Sankt-Getrud-kerk, voorbeeld van de Hannoverschen Schule
- de Imam-Ali-Moskee
- wandelweg langs het Alstermeer
- koopmansvilla, Schwanenwik 38, uit 1865 en in 1890 met een prachtige feestzaal uitgebreid, nu het Literatuurhuis.